# Vostok 5
För andra betydelser, se Vostok (olika betydelser).
Vostok 5 (ryska: Восток-5) var en rymdflygning i det sovjetiska rymdprogrammet 1963. Det var den femte bemannade färden i Vostokprogrammet. Vostok 5 sköts upp 14 juni 1963 från Kosmodromen i Bajkonur. Rymdflygningen varade i 4 dagar, 23 timmar och 7 minuter och blev därmed den längsta av alla i Vostokprogrammet. Kosmonauten som satte uthållighetsrekord var Valerij Bykovskij. Han skulle senare göra ytterligare två rymdfärder.

## Flygningen
Rymdfarkosten sköts upp den 14 juni 1963, efter att ha försenats tre dygn på grund av flera tekniska problem.  Enligt planerna skulle flygningen vara hela åtta dygn, kortades på grund av oron för solaktiviteter, men innebar ändå ett nytt uthållighetsrekord i rymden. Under färden utförde Bykovskij några enklare vetenskapliga experiment och utförde också fysiska övningar och tester för att undersöka hur kroppen reagerade på tyngdlösheten.
Eter nästan fem dagar i omloppsbana runt joden återinträdde farkosten i jordens atmosfär. Farkosten landande vid positionen 53°23′52″N 67°36′18″Ö / 53.39777°N 67.60500°Ö, nordväst om Karatal-floden  i norra Kazakstan den 19 juni efterknappt 120 timmars färd, vilket var längre än den sammanlagda tiden för amerikanernas hela Mercuryprogram.

## Besättning
Ordinarie
- Valerij Bykovskij – första rymdflygning

Backup
- Boris Voljnov

Reserv
- Aleksej Leonov